# Poker1mania
Poker1mania è stato un programma televisivo di Italia 1 e Italia 2 in onda dal 2007 il sabato e la domenica (fino al 2011 ogni giorno) tra l'1:00 e le 2:30 dopo la seconda serata per la durata di un'ora.
Trasmetteva le più importanti manifestazioni mondiali del poker nella specialità Texas hold 'em, con il commento di Giacomo Valenti (sostituito in alcuni eventi da Mino Taveri) e del giocatore professionista Luca Pagano, premiato nel 2008 come "miglior giocatore di Poker dell'anno".